# Inge Meysel
Ingeborg Charlotte „Inge” Meysel (ur. 30 maja 1910 w Rixdorfie, zm. 10 lipca 2004 w Seevetal) – niemiecka aktorka filmowa, telewizyjna, teatralna i dubbingowa, pięciokrotna laureatka nagrody Bambi.

## Życiorys
Córka niemieckiego kupca żydowskiego pochodzenia Juliusa Meysela i jego żony Dunki Margarete Hansen. W 1927 roku przerwała naukę w szkole i rozpoczęła karierę teatralną. Zadebiutowała w 1930 roku w Zwickau w sztuce Ernsta Penzoldta – Etienne und Luise. W latach 1933–1945 Inge Meysel jako pół-Żydówka otrzymała zakaz występowania na scenie, w związku z czym przeniosła się do Wolnego Miasta Gdańsk, gdzie pracowała jako telefonistka. 

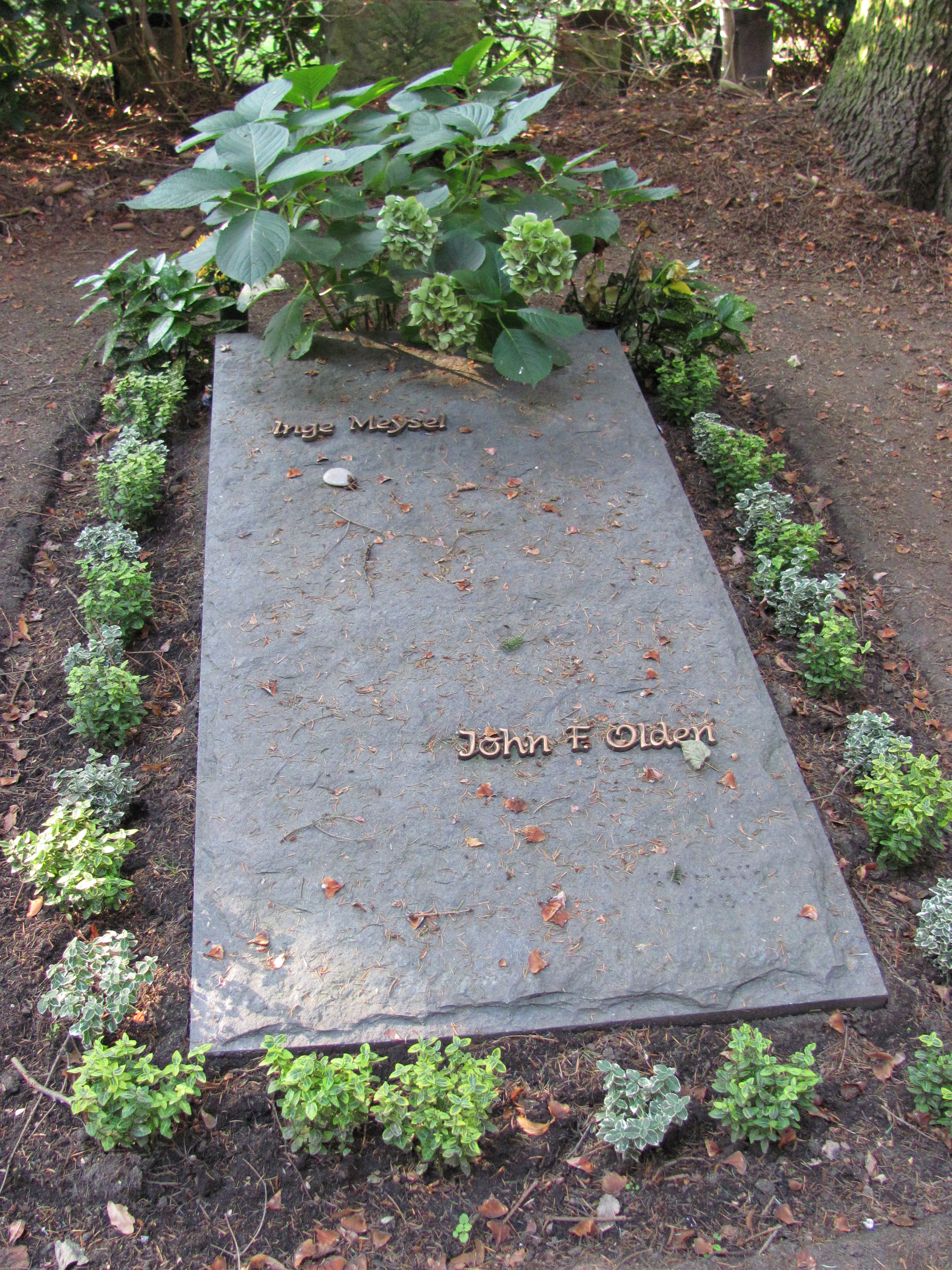
Grób Inge Meysel

W 1945 roku powróciła do zawodu aktorki, występując w Hamburgu u boku Idy Ehre w sztuce Jedermann Hugo von Hofmannsthal. W 1953 roku rozpoczęła karierę telewizyjną. Do jej najpopularniejszych ról należały Kathe Scholz w Die Unverbesserlichen (1965-1971), Gertrud Stranitzki (1966–1968) oraz Ida Rogalski (1969–1970). W 1974 roku odgrywała tytułową rolę w sztuce Rolfa Hochutha Die Hebamme na deskach Theater am Kurfürstendamm w Berlinie. W 1980 uzyskała angaż w Ernst Deutsch Theater w Hamburgu, gdzie sukcesem okazała się jej rola w adaptacji dramatu Maxima Gorkiego – Vassa Zheleznova.
W latach 1982–1991 odgrywała rolę Ady Harris w komediowym serialu kryminalnym Mrs. Harris. W latach 90. występowała gościnie w serialu Polizeiruf 110. W roku 1991 wydała swoja autobiografię Frei heraus – mein Leben. W 2000 roku wystąpiła w jednym z odcinków serialu kryminalnego Tatort. Ostatni raz pojawiła się na ekranie w maju 2004 roku w odcinku serialu Polizeiruf 110: Mein letzter Wille.
Inge Meysel zmarła 10 lipca 2004 roku w swoim domu w Bullenhausen w gminie Seevetal w Dolnej Saksonii. Urna z jej prochami została pochowana 23 lipca 2004 w Hamburgu na cmentarzu Ohlsdorf, gdzie spoczęła obok jej męża, reżysera filmowego, Johna Oldena (1918-1965).